# Azuchi-machi
Azuchi-machi (安土町) és un barri del districte urbà de Chūō, a la ciutat d'Osaka, capital de la prefectura homònima, a la regió de Kansai, Japó.

## Geografia
El núcli principal del barri és el carrer Azuchi (安土町通, Azuchi-dōri) on hi han les botigues i establiments principals on en l'antiguitat ja s'hi van instal·lar els comerciant de la província d'Ōmi, actual prefectura de Shiga. Pel barri passa el riu Higashi-Yokobori. El terme del barri té forma rectangular i allargada, limitant al nord amb el barri de Bingo-machi, al sud i a l'oest amb el de Hon-machi i l'est amb Hon-machi-Bashi.

### Sub-barris
El barri compta amb tres sub-barris:
- Azuchi-machi 1 chōme (安土町一丁目)
- Azuchi-machi 2 chōme (安土町二丁目)
- Azuchi-machi 3 chōme (安土町三丁目)

## Història
Es creu que el nom del barri prové de que a la zona hi havien els negocis dels comerciants de l'antiga vila d'Azuchi (actual Ōmi-Hachiman) de la província d'Ōmi, actual prefectura de Shiga. Els orígens del barri es remunten a l'any 1618, però no va ser fins al 1872 quan se creà el barri amb el seu nom actual i format per quatre sub-barris, que serien reduïts als tres actuals l'any 1989, quan passà a formar part del recentment creat districte de Chūō. Des de 1879 fins al 1989, el barri va formar part del ja desaparegut districte de Higashi.

## Transport

### Ferrocarril
El barri no disposa de cap estació de ferrocarril, però les més properes són les estacions de Honmachi i Sakaisuji-Honmachi del metro d'Osaka.

### Carretera
- Autopista d'Osaka-Kobe (Hanshin)
- Nacional 25
- Prefectural 102 (Sakaisuji)